# Паулет, Чарльз, 5-й герцог Болтон
Генерал-лейтенант Чарльз Паулет, 5-й герцог Болтон (англ. Charles Powlett, 5th Duke of Bolton; ок. 1718 — 5 июля 1765, Лондон) — британский дворянин, военный и политический деятель от партии вигов. Носил титул учтивости — маркиз Уинчестер с 1754 по 1759 год.
Титулы: 5-й герцог Болтон (с 9 октября 1759), 10-й маркиз Уинчестер (с 9 октября 1759), 10-й граф Уилтшир (с 9 октября 1759), 10-й барон Сент-Джон из Бейзинга (с 9 октября 1759).

## Биография

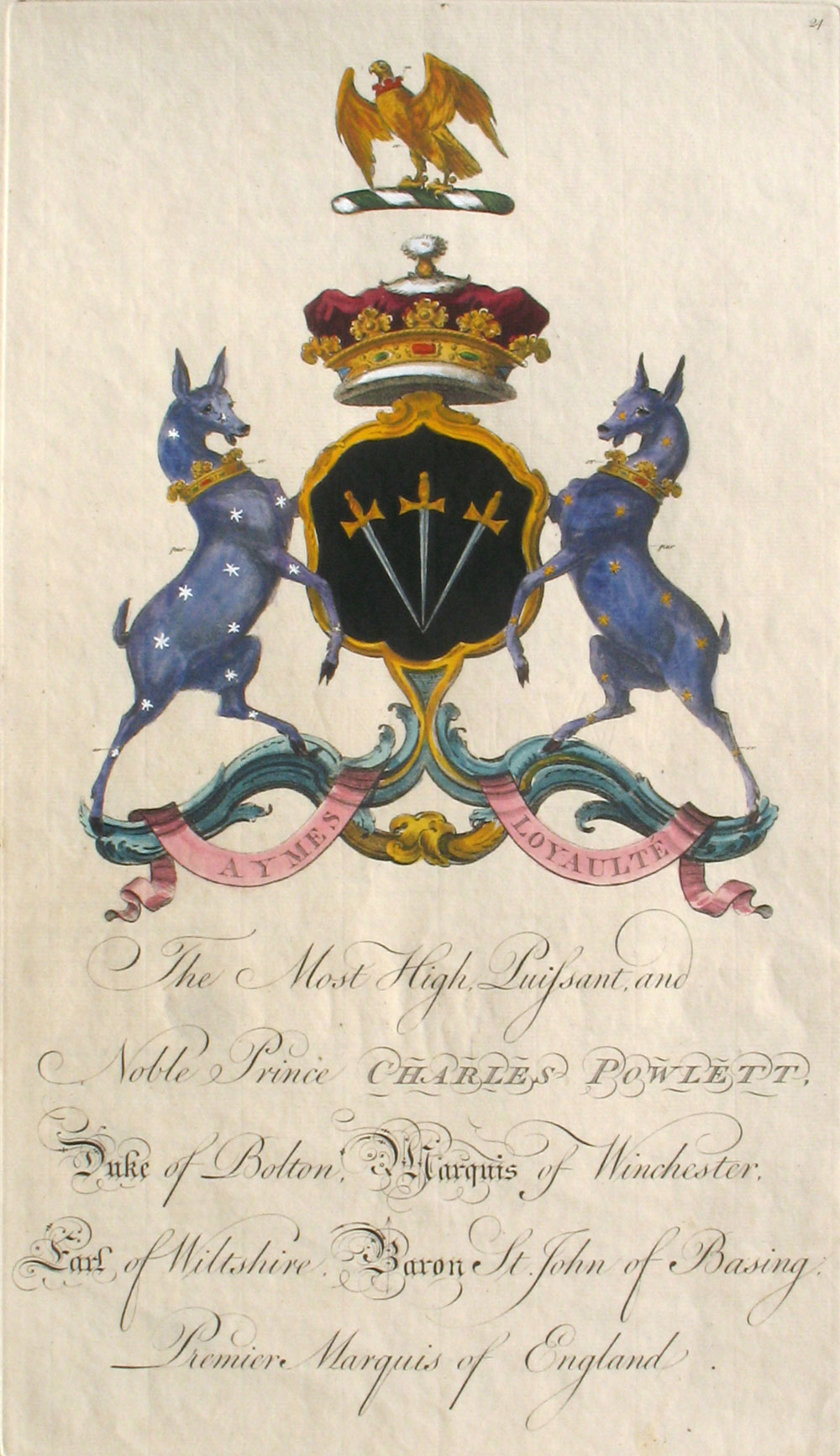
Герб Чарльза Паулета, герцога Болтона, маркиза Уинчестера, графа Уилтшира, барона Сент-Джона из Бейзинга, первого маркиза Англии. Художники — Уильям Сегар и Джозеф Эдмондсон, 1764 год

Родился около 1718 года. Старший сын Гарри Паулета, 4-го герцога Болтона (1691—1759), и Кэтрин Парри (? — 1744).
Получив образование в Винчестерском колледже, он заседал в Палате общин Великобритании от Лимингтона (1741—1754) и Гэмпшира (1754—1759). Чарльз Паулет вступил в британскую армию и в 1745 году стал подполковником. Чарльз Паулет был камергером в спальне Фредерика, принца Уэльского, с 1749 года до смерти принца в 1751 году. Он был произведен в генерал-лейтенанты к 12 марта 1752 года.
После наследования герцогства его отцом в декабре 1754 года он стал известен как маркиз Уинчестер и покинул свое место в Лимингтоне, чтобы стать преемником своего отца в Гэмпшире. Он останется членом этого округа до тех пор, пока не станет герцогом Болтоном в 1759 году. 22 декабря 1758 года он был приведен к присяге Тайный совет. Занимал должность лейтенанта Лондонского Тауэра (1754—1760), лорда-лейтенанта Гэмпшира (1758—1763), вице-адмирала Дорсета и Гэмпшира (1759—1765).
5 июля 1765 года герцог Болтон покончил жизнь самоубийством — выстрелил себе в голову из пистолета в своем доме на Гросвенор-сквер; «никто не знает, почему и почему, — писал Гораций Уолпол, — за исключением того, что в крови много безумия». Не женатый, он оставил большую часть своего состояния своей внебрачной дочери, Джин Мэри Браун-Паулет (ок. 1751—1814), которая вышла замуж за Томаса Орд-Паулета, 1-го барона Болтона. Ему наследовал герцогский титул его младший брат Гарри Паулет, 6-й герцог Болтон.